# Даманхур
Даманхур (арап. دمنهور) је град у Египту у гувернорату Бухејра. Према процени из 2008. у граду је живело 247.074 становника.

## Становништво
Према процени, у граду је 2008. живело 247.074 становника.
| 1986.   | 1996.   | 2006.   |
| ------- | ------- | ------- |
| 188.939 | 212.203 | 241.895 |